# J. C. Quinn
John James Quinn jr. (* 30. November 1940 in Philadelphia, Pennsylvania; † 10. Februar 2004 in Ciudad Juárez, Mexiko) war ein US-amerikanischer Schauspieler.

## Leben
John Quinn studierte Schauspiel in New York City und spielte zunächst am Theater. Mitte der 1970er Jahre spielte er beim New York Shakespeare Festival und 1981 trat er in Heartland am Broadway auf. Sein Spielfilmdebüt hatte er 1978 im Filmdrama Alptraum hinter Gittern. Zwei Jahre später war er in Stuart Rosenbergs Gefängnisdrama Brubaker als Gefängnisfrisör neben Robert Redford und Morgan Freeman zu sehen. Es folgten Rollen in Kopfjagd neben Kirk Douglas und Silkwood an der Seite von Meryl Streep und Kurt Russell. Ab Mitte der 1980er Jahre erhielt Quinn Gastrollen in verschiedenen Fernsehserien wie Cagney & Lacey und Miami Vice. 1986 war er als Duncan Keller in der Stephen-King-Verfilmung Rhea M – Es begann ohne Warnung zu sehen, in James Camerons Science-Fiction-Film Abyss – Abgrund des Todes stellte er Arliss „Sonny“ Dawson dar. Weiterhin spielte er in der Miniserie From the Earth to the Moon und hatte eine Gastrolle in der britischen Serie Die Profis – Die nächste Generation. Seine letzten Filmauftritte hatte er im Jahr 2000.
Quinn verstarb 2004 bei einem Straßenverkehrsunfall in Ciudad Juárez, Mexiko.

## Filmografie (Auswahl)
- 1978: Alptraum hinter Gittern (On the Yard)
- 1980: Brubaker
- 1983: Kopfjagd (Eddie Macon’s Run)
- 1983: Silkwood
- 1985: Crazy for You (Vision Quest)
- 1985: Cagney & Lacey (Fernsehserie, eine Folge)
- 1986: Auf kurze Distanz (At Close Range)
- 1986: Heartbreak Ridge
- 1986: Miami Vice (Fernsehserie, eine Folge)
- 1986: Polizeirevier Hill Street (Hill Street Blues, Fernsehserie, eine Folge)
- 1986: Rhea M – Es begann ohne Warnung (Maximum Overdrive)
- 1987: Barfly
- 1987: Die Jugend des Magiers (Young Harry Houdini)
- 1988: Zwei mal Zwei (Big Business)
- 1989: Abyss – Abgrund des Todes (The Abyss)
- 1989: Scott & Huutsch (Turner & Hooch)
- 1990: Rollerboys (Prayer of the Rollerboys)
- 1990: Ein gesegnetes Team (Father Dowling Mysteries)
- 1990: Tage des Donners (Days of Thunder)
- 1990: Megaville
- 1991: Palm Beach-Duo (Silk Stalkings)
- 1991: Zurück in die Vergangenheit (Quantum Leap)
- 1992: The Babe – Ein amerikanischer Traum (The Babe)
- 1994: Der Traum von Apollo XI (Pontiac Moon)
- 1995: God’s Army – Die letzte Schlacht (The Prophecy)
- 1998: Dawson’s Creek (Fernsehserie, eine Folge)
- 1998: From the Earth to the Moon
- 1998: Mit aller Macht (Primary Colors)
- 1999: Die Profis – Die nächste Generation (CI5: The New Professionals)
- 2000: Takedown